# Winfried Bonengel

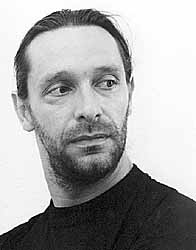
Winfried Bonengel (1993)

Winfried Bonengel (* 28. April 1960 in Werneck) ist ein deutscher Regisseur, Drehbuchautor und Dokumentarfilmer, der sich vor allem mit dem Thema Rechtsradikalismus befasst.

## Leben
Bonengel studierte von 1985 bis 1989 an der Pariser Filmhochschule École supérieure de réalisation audiovisuelle (ESRA). Sein Film Beruf Neonazi (1993) über den jungen Neonazi Bela Ewald Althans wurde weltweit auf über 40 Festivals aufgeführt. Gleichfalls 1993 veröffentlichte er zusammen mit dem prominenten Neonazi-Aussteiger Ingo Hasselbach das Buch Die Abrechnung.
Bonengel arbeitet auch als Drehbuchautor, so für Peter Keglevics Fernsehfilm Du bist nicht allein – Die Roy Black Story (1996). Er lebt seit 1990 in Paris.

## Filmografie (Auswahl)
- 1987: La petite illusion (Kurzfilm)
- 1989: Die Anweisung (Kurzfilm)
- 1991: Wir sind wieder da (TV-Dokumentation, Regie und Drehbuch)
- 1992: Eine unheilige Allianz (TV)
- 1993: Beruf Neonazi (Dokumentation, Regie und Drehbuch)
- 1994: Mein Leben: Der Knast (TV)
- 1995: The Right Wing Exposé
- 1996: Max Wolkenstein (Serie, Episode: Tod eines Penners)
- 1996: Du bist nicht allein – Die Roy Black Story
- 2002: Führer Ex (Kinofilm, Regie und Drehbuch)
- 2006: Schmetterlinge im Bauch (mehrere Episoden)
- 2007: R. I. S. – Die Sprache der Toten (Regie, 3 Episoden)
- 2008: Anna und die Liebe (Regie, Episode: Übers Ziel hinaus)

## Schriften
- Ingo Hasselbach, Winfried Bonengel: Die Abrechnung. Ein Neonazi steigt aus. Aufbau-Verlag, Berlin und Weimar 1993, ISBN 3-351-02413-4. (Erweiterte und aktualisierte Neuausgabe: Berlin 2001, ISBN 3-7466-7036-5.)
- Manfred Hobsch, Ralf Krämer, Klaus Rathje: Filmszene D. Die 250 wichtigsten jungen deutschen Stars aus Kino und TV. Schwarzkopf & Schwarzkopf, Berlin 2004, ISBN 3-89602-511-2, S. 58 f.